# Torre de Vale de Todos
 (août 2019).
Torre de Vale de Todos est une freguesia portugaise située dans le district de Leiria.
Avec une superficie de 11,74 km2 et une population de 456 habitants (2001), la paroisse possède une densité de 38,8 hab/km2.